# Рикардсвил (Ајова)
Рикардсвил (енгл. Rickardsville) град је у америчкој савезној држави Ајова. По попису становништва из 2010. у њему је живело 182 становника.

## Демографија
Према попису становништва из 2010. у граду је живело 182 становника, што је -9 (-4.7%) становника више него 2000. године.
| Група             | 2000.       | 2010.       |
| Белци             | 185 (96,9%) | 179 (98,4%) |
| Афроамериканци    | 0 (0,0%)    | 2 (1,1%)    |
| Азијати           | 0 (0,0%)    | 0 (0,0%)    |
| Хиспаноамериканци | 6 (3,1%)    | 0 (0,0%)    |
| Укупно            | 191         | 182         |